# Eophylica priscastellata
Espèce
Eophylica priscastellata est une espèce de plantes à fleurs fossile de la famille des Rhamnaceae datée de 99 millions d'années.
Elle a été découverte, fossilisée dans de l'ambre, dans une grotte birmane.
Elle se positionne en groupe frère du genre Phylica. Elle a été découverte avec une autre Rhamnaceae, Phylica piloburmensis, dans les grottes Hkamti et Tanaing,.